# Nosál červený
Nosál červený (Nasua nasua (Linné, 1766)) je medvídkovitá šelma. Má velmi dobře vyvinutý nos, kterým může otáčet až o 45° a prozkoumávat tak své okolí. Nejen čich, ale i ostatní smysly mají nosálové velice dobře vyvinuté: například smysl pro rovnováhu, využívá svůj ocas, který ji udržuje. Nosál je velice přizpůsobivým tvorem, je všežravec, žije v oblastech deštných pralesů, kde jsou velice tvrdé podmínky pro život.

## Výskyt
Nosál červený se vyskytuje v Jižní Americe, v oblastech Venezuely a Kolumbie až Argentiny. Žije v listnatých a smíšených lesích. Zavlečen byl na Španělskou Mallorcu, kde je hlášeno i rozmnožování, a Velké Británie, kde bylo několik jedinců, uniklých z chovů, pozorováno ve volné přírodě. Od roku 2016 je na evropském Seznamu invazních nepůvodních druhů s významným dopadem na Unii, z čehož mimo jiné vyplývá, že je v budoucnu nebude možné již v evropských zemích chovat.

## Potrava
Nosál červený se živí plody, hlízami, půdními živočichy, ptáky, jejich vejci a mláďaty. Je to všežravec.

## Rozměry
Jeho délka těla je 35–69 cm, délka ocasu je 32–68 cm, výška v kohoutku je 27–30 cm a hmotnost je 3–7,7 kg.

## Život
Nosál červený se dožívá až 18 let. Samice je březí 77 dní a rodí v průměru 1 až 7 mláďat. Zpočátku jsou v hnízdě na stromě nebo v dutině, matka je kojí asi měsíc.

## Zajímavosti

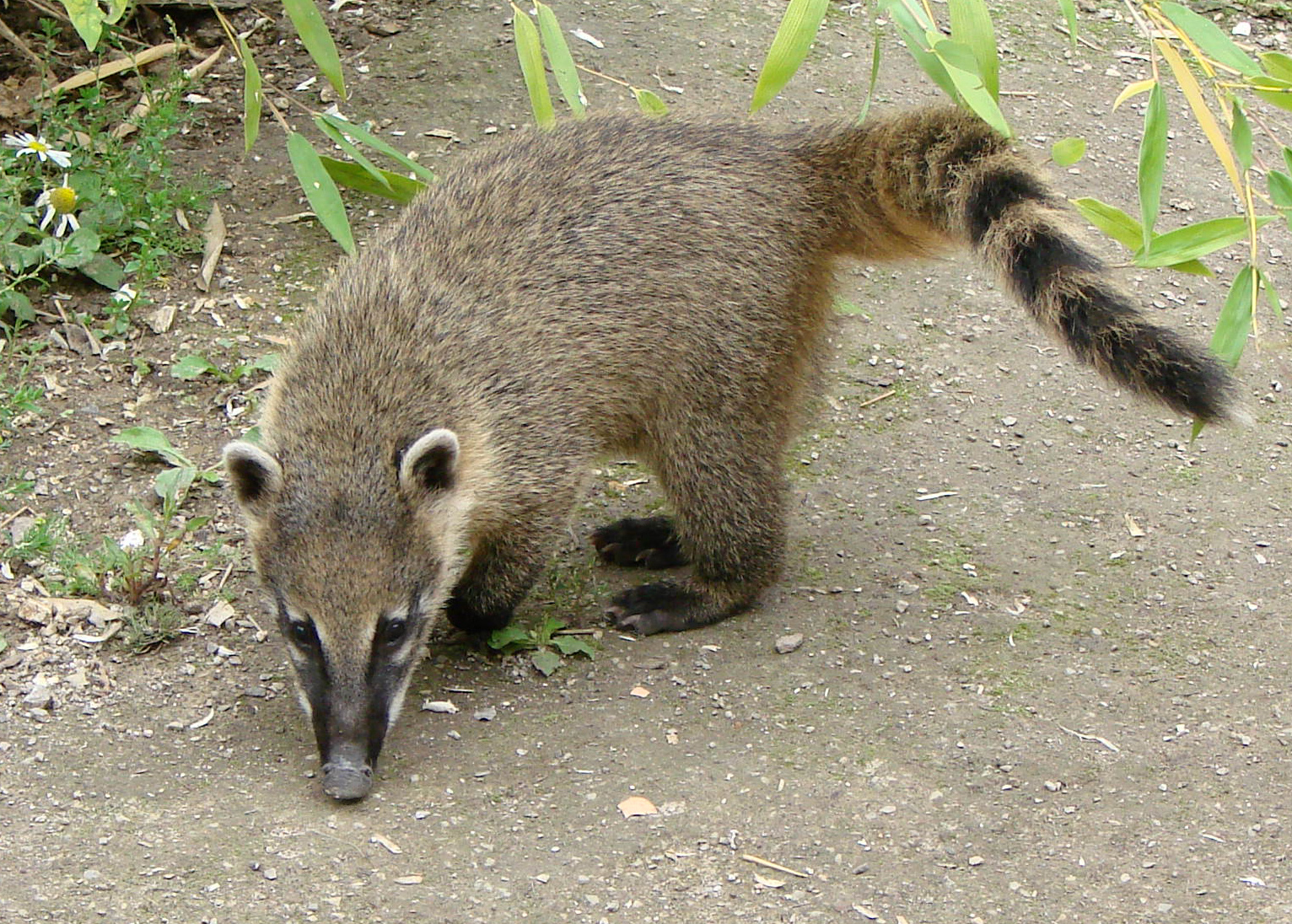
Nosál červený

Drsné podmínky mají za důsledek i jeho inteligenci, pro kterou ho chovaly tamní kmeny. Ochočovaly si povětšinou družné samice, které se ve volné přírodě pohybovaly ve smečkách i se svými mláďaty. Samci se mohli přiblížit ke skupině, pouze když samice byly březí (cca 77 dnů). Jinak samci po dovršení 2 roků života byli vyhnáni ze samičí smečky a pak žili osaměle. Pokud se samec pouze přiblíží, začnou samice hájit svá mláďata. Samci ovšem mezi sebou také cítí rivalitu, bojují o samice, jídlo i o teritorium. Nosálové jsou velice milá a bystrá zvířata, první kolonizátoři přijíždějící do Jižní Ameriky si je velice oblíbili.
Nosál červený se stává v poslední době i oblíbeným domácím mazlíčkem při chovu v bytě, protože se jedná o snadno ochočitelné a učenlivé zvíře. Setkat se s ním můžete v mnoha českých zoologických zahradách, často zmiňovaný v médiích je např. chov nosálů v Zoo Tábor.